# 수식키
수식키, 수정키, 모디파이어 키(modifier key)는 함께 누를 때 다른 키의 일반 동작을 일시적으로 수정하는 컴퓨터 자판의 특수키이다. 수식키만 가지고는 보통 아무 일도 수행하지 않는다. 즉, Shift, Alt, or Ctrl 중 어느 키라도 단독으로는 (일반적으로) 컴퓨터로부터 어떠한 동작을 발생시킬 수 없다.

## 개인용 컴퓨터의 수식키
일반적인 키는 다음과 같다:
- ⇧ Shift
- ⌃ Ctrl (Control)
- ⎇ Alt (Alternate) – 애플 키보드에서는 ⌥ Option.
- ⇮ AltGr (Alternate Graphic)
- ◆ Meta – MIT, Symbolics, Sun Microsystems 키보드에서 볼 수 있는 메타키.
- ❖ Super – MIT, Symbolics, Linux, BSD 키보드에서 볼 수 있는 슈퍼키.
- ⊞ Win (윈도우 로고) – 윈도우 키보드에서 볼 수 있음.
- ⌘ Cmd – 애플 키보드에서 볼 수 있는 커맨드 키. 구형 키보드에서는 ⌘ (애플 로고)로 표기되어 있음.
- Fn (Function) – 현행의 소형 레이아웃 키보드, 멀티미디어 기능 제어 볼륨이 부착된 키보드에서 볼 수 있음.

## 같이 보기
- 제어 문자
- 기능 키
- 자판 배열
- 단축키 목록
- 이맥스